# Смушкине
Сму́шкине (крим. Smuşkıne, до 1948 року — Уржине, раніше — Денґільчік, крим. Deñilçik) — село Перекопського району Автономної Республіки Крим.
Розташоване на півночі району.
Відстань від райцентру до населеного пункта становить 13 кілометрів по прямій.

## Населення
Згідно з переписом УРСР 1989 року чисельність наявного населення села становила 18 осіб, з яких 9 чоловіків та 9 жінок.
За переписом населення України 2001 року в селі мешкали 72 особи.

### Мова
Розподіл населення за рідною мовою за даними перепису 2001 року:
| Мова              | Відсоток |
| ----------------- | -------- |
| українська        | 40,28 %  |
| кримськотатарська | 31,94 %  |
| російська         | 16,67 %  |
| білоруська        | 1,39 %   |
| інші              | 9,72 %   |